# Armin von Bogdandy
Armin von Bogdandy (Oberhausen, 5 de junio de 1960) es un jurista alemán. Desde 1997 ha sido profesor de derecho público, particularmente de derecho europeo y derecho económico internacional, así como de filosofía del derecho en la Universidad Goethe de Fráncfort del Meno, y desde 2002 es director del Instituto Max Planck de Derecho Público Comparado y Derecho Internacional en Heidelberg. 

## Biografía

### Educación y vida privada
Von Bogdandy es hijo del gerente industrial Ludwig von Bogdandy y nieto del químico Stefan von Bogdándy. Después de obtener su Abitur (título de bachiller) en 1978 en el Theodor-Heuss-Gymnasium de Dinslaken, en 1979, von Bogdandy comenzó a estudiar Derecho y en octubre de 1980 empezó a estudiar Filosofía como segunda carrera. Después de su primer Staatsexamen (Examen de Estado), obtenido en junio de 1984 en la Universidad de Friburgo, trabajó a partir de noviembre de 1984 como asistente de investigación en la Universidad Libre de Berlín (FU). En esta ciudad igualmente, en junio de 1987, aprobó el examen para el Magister de Filosofía (M.A.). En abril del año siguiente, en Friburgo, terminó su tesis doctoral sobre el concepto de la ley de Hegel (Gesetzesbegriff bei Hegel) bajo la tutoría de Alexander Hollerbach. En julio de 1989 von Bogdandy aprobó su segundo Staatsexamen en Berlín. A partir de noviembre de ese año retornó a trabajar como asistente de investigación en la FU de Berlín. De enero de 1993 a diciembre de 1995 recibió una beca de la Sociedad Alemana de Investigación (DFG) para llevar a cabo su proyecto de habilitación. Tras una estancia de investigación en el Instituto Universitario Europeo en Florencia, fue habilitado en julio de 1996 bajo la supervisión de Albrecht Randelzhofer en el Departamento de Derecho de la FU de Berlín. El tema de su tesis de habilitación es Gubernative Rechtsetzung. Eine Neubestimmung der Rechtsetzung und des Regierungssystems unter dem Grundgesetz in der Perspektive gemeineuropäischer Dogmatik (Legislación gubernativa. Una redefinición de la legislación y del sistema de gobierno en el marco de la Ley Fundamental de Alemania en la perspectiva de la dogmática común europea).

### Trayectoria científica
En agosto de 1997 obtuvo una cátedra de Derecho Público, con enfoque en Derecho Europeo y Derecho Económico Internacional, así como de Filosofía del Derecho en la Universidad Johann Wolfgang Goethe de Fráncfort. En septiembre de 2000 rechazó una oferta para ser director del Centro de Política Jurídica Europea en Bremen. En febrero de 2001 fue nombrado juez del Tribunal Europeo de Energía Nuclear de París; en octubre de 2006 fue elegido presidente de este tribunal. Hasta el día de hoy la Corte no ha tenido que reunirse.
En octubre de 2002 se convirtió en el director del Instituto Max Planck de Derecho Público Comparado y Derecho Internacional Público de Heidelberg. En mayo de 2003 fue nombrado profesor titular ordinario (persönlicher Ordinarius) de la Facultad de Derecho de la Universidad Ruprecht-Karl de Heidelberg, sin embargo, dejó la Universidad de Heidelberg a principios de 2009. En febrero de 2005 fue nombrado miembro del Consejo Científico de Alemania (Wissenschaftsrat) por un período de tres años. De 2008 a 2013 fue miembro del Comité Científico de la Agencia de los Derechos Fundamentales de la Unión Europea.
De 2013 a 2019, en el claustro de excelencia (Exzellenzcluster) “Normative Orders” de la Universidad Johann Wolfgang Goethe de Fráncfort, se desempeñó como Investigador Asociado (Partner Investigator). De 2014 a 2018 fue también miembro del patronato del Premio Alemán de Estudios (Deutscher Studienpreis).
Ante la Asociación de Profesores de Derecho Constitucional de Alemania (Vereinigung der Deutschen Staatsrechtslehrer), von Bogdandy expuso en la conferencia de 2002 en St. Gallen sobre el tema de La identidad europea y nacional: ¿integración a través del derecho constitucional? . En una conferencia de la Sociedad Alemana de Derecho Internacional Público (Deutsche Gesellschaft für Internationales Recht) celebrada en Halle en 2007, disertó sobre La diversidad cultural y el Derecho de la Unión Europea.

### Interés investigativo
El actual enfoque de investigación de von Bogdandy se centra en las transformaciones estructurales del Derecho Público, que se divide en tres áreas de investigación dentro de su departamento en el Instituto Max Planck de Derecho Público Comparado y Derecho Internacional Público: el Espacio Jurídico Europeo, el concepto de International Public Authority (Autoridad Pública Internacional) y el Ius Constitutionale Commune en América Latina (ICCAL).
La investigación sobre el Espacio Jurídico Europeo se ocupa del Derecho Europeo en un sentido amplio, es decir, incluye no solo el Derecho de la Unión Europea sino también los instrumentos regionales de Derecho Internacional Público en Europa, como el Convención Europea de Derechos Humanos. El objeto de investigación es el análisis de la ciencia jurídica en torno a la unidad europea y facilitar el estudio de un derecho comparado específicamente europeo.
En el ámbito de la Autoridad Pública Internacional, von Bogdandy examina el creciente poder de las instituciones internacionales que están (también) comprometidas con los intereses del bienestar público, pero cuya legitimidad es cuestionable. Con este fin, desarrolla una teoría del derecho público internacional, que representa una dimensión ulterior de la esfera del derecho internacional público que regula el ejercicio de la Autoridad Pública Internacional.
El proyecto ICCAL describe un enfoque regional de la transformación del estado constitucional en América Latina, que se alimenta de la experiencia concreta de condiciones inaceptables de carácter sistémico. Analiza el cambio de las realidades políticas y sociales mediante un fortalecimiento de la tríada de los derechos humanos, la democracia y el Estado de derecho.

### Condecoraciones, premios y nombramientos honoríficos
De la nueva generación de los expertos en derecho internacional, von Bogdandy es considerado como uno de los más innovadores. El 4 de junio de 2008 recibió el Premio de la Academia de Ciencias y Humanidades de Berlín-Brandenburgo (Berlin-Brandenburgische Akademie der Wissenschaften) por sus destacados logros académicos en el ámbito de los fundamentos del derecho y la economía. De 2010 a 2015 fue Senior Emile Noël Fellow en la Global Law School de la Universidad de Nueva York. En 2014 se le concedió el Premio Gottfried-Wilhelm-Leibniz por un valor de 2,5 millones de euros. Un año después recibió el Premio Internacional de Investigación en Derecho Héctor Fix-Zamudio de la Universidad Nacional Autónoma de México (UNAM). En 2015 se le concedió asimismo el “Mazo” de la Corte Interamericana de Derechos Humanos. 
Además, en 2017 fue nombrado Doctor Honoris Causa de la Universidad Nacional de Tucumán y se le otorgó el título de Doctorado y Profesorado honorario de la Universidad Eötvös Loránd de Budapest en 2020. En el mismo 2020 fue nombrado Doctor Honoris Causa de la Universidad Nacional de Córdoba y en 2022 Doctor Honoris Causa de la Universidad San Pablo-T y de la Universidad de Bucarest.

## Libros publicados

### Monografías
- Tesis doctoral: Armin von Bogdandy (1989). Hegels Theorie des Gesetzes. Friburgo (Brisgovia): Alber. ISBN 978-3-495-47683-3.
- Habilitación: Armin von Bogdandy (2000). Gubernative Rechtsetzung: eine Neubestimmung der Rechtsetzung und des Regierungssystems unter dem Grundgesetz in der Perspektive gemeineuropäischer Dogmatik. Tubinga: Mohr Siebeck. ISBN 978-3-16-147171-1.
- Armin von Bogdandy/Ingo Venzke (2014). In wessen Namen? Internationale Gerichte in Zeiten globalen Regierens. Berlin: Suhrkamp. ISBN 978-3-518-29688-2.

### Artículos
- von Bogdandy, Armin (2017). «Was ist Europarecht? Eine Fortschreibung von Begriff und Disziplin». Juristenzeitung (JZ): 589-640.
- von Bogdandy, Armin (2017). «The Idea of European Public Law Today».  En von Bogdandy/Huber/Cassese, ed. Max Planck Handbooks of European Public Law. Vol 1 (Oxford): 1-29.
- von Bogdandy, Armin; Goldmann, Matthias (2017). «From Public International to International Public Law: Translating World Public Opinion into International Public Authority». European Journal of International Law: 115-145.
- von Bogdandy, Armin; Urueña, René (2020). «International Transformative Constitutionalism in Latin America». American Journal of International Law: 403-442.

### Como editor
- Armin von Bogdandy/Jürgen Bast, ed. (2009). Europäisches Verfassungsrecht: Theoretische und dogmatische Grundzüge. Berlín. ISBN 978-3-540-73809-1.
  - Versión en inglés: Armin von Bogdandy/Jürgen Bast, ed. (2009). Principles of European Constitutional Law. ISBN 978-1-84731-784-1.
- Publicación continua de nuevos volúmenes: Armin von Bogdandy/Peter Huber et. al. (ed.). Ius Publicum Europaeum. Heidelberg. ISBN 978-3-8114-4114-9.
  - Versión en inglés: Armin von Bogdandy/Peter Huber et. al. (ed.). The Max Planck Handbooks in European Public Law. Oxford. ISBN 978-3-8114-4114-9.
- Armin von Bogdandy et. al. (ed.). Der Staat: Zeitschrift für Staatslehre und Verfassungsgeschichte, deutsches und europäisches öffentliches Recht. Duncker & Humblot.
- Armin von Bogdandy/Anne Peters (ed.). Zeitschrift für ausländisches öffentliches Recht und Völkerrecht. C.H. Beck.